# الحاج حسن باشا
الحاج حسن رفيق باشا

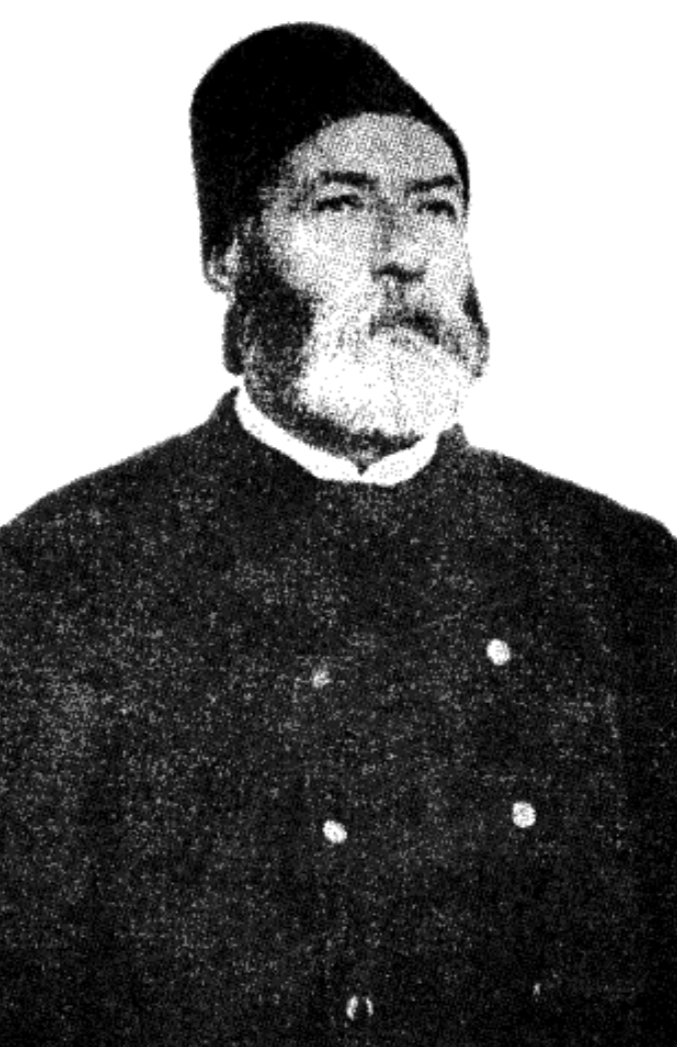
الوالي الحاج حسن باشا

سياسي عثماني تم تعيينه واليا على بغداد للفترة من 1890-1896م، خلفاً للوالي سري باشا.وعند انتهاء ولايته خلفه الوالي عطاء الله الكواكبي

## وصول الوالي
وصل الحاج حسن رفيق باشا والي بغداد يوم الاثنين 19 المحرم 1309ه‍/24 آب 1891م، وكان وكيل الوالي نصرت باشا المشير المرافق السلطاني، وجماعة من الاعيان والأمراء، جاءوا بواسطة مركب (رصافة) من الطارمية فعمل له رجب باشا  مأدبة.واستراح الوالي تلك الليلة في قصر كاظم باشا، وهكذا أتم الزيارة في الكاظمية والأعظمية والتقى مع نقيب الأشراف السيد سلمان وسائر وجوه البلدة واعيانها. وفي الساعة التاسعة غربية وصل إلى مقامه.فاطلقت له المدافع 19 طلقة.

## قراءة الفرمان
وفي نحو الساعة الثانية من هذا اليوم قرئ الفرمان العالي في دار الحكومة متضمناً مهمة والي الولاية الوزير الحاج حسن باشا، قرأ الفرمان مميز المكتوبي مصطفى وبحضور المذكورين اعلاه.وكان الوالي في ضيافة نصرت باشا، ثم قرأ الاستاذ جميل صدقي الزهاوي قصيدة فريدة باللغة التركية يرحب فيها بالوالي، ويبارك قدومه.

## رتبة الوزارة
وحصل الوالي الحاج حسن رفيق باشا على (رتبة وزير) وقد وصلت اليه كما جاء في الزوراء بتاريخ 15 صفر 1309ه‍/ 19 أيلول1891م. فاجريت له المراسم وذكرت فيها، وأطلقت 21 مدفعاً.

## احداث
- تأسست مطبعة دار السلام في بغداد في 28 ربيع الأول.
- نال أمير اللواء كاظم باشا رتبة فريق.
- حصل خصام بين عشائر الندة (الندى) وشمر طوقة وربيعة وبني ويس في مندلي وخانقين.

وتم حله على قاعدة الأصول العشائرية واسترجعت الأموال المنهوبة إلى اصحابها.
- ومن الضرائب في عهد الوالي حسن باشا ضريبة طريقة الذرعة، وفي هذه السنة حصلت اختلاسات فيها.
- انشئ مخفر الشرطة في ((المنطقة) قرب جامع براثا)) وسط الطريق بين الكاظمية وبغداد.
- توفي عبد الغني آل رئيس الكتاب في العمارة، وهو والد عبد الحميد رئيس الكتاب. وجامع النعمانية من توليتهم.
- صدرت الارادة الملكية بتعديل اسم ناحية المدحتية في الحلة إلى (ممدوحية). حتى لا يذكر اسم مدحت باشا للحنق عليه. ولكنها لا تزال تعرف بالمدحتية.
- شوهدت آثار وباء في في أنحاء الحي.
- اجري الاحتفال بشعرات الرسول وكسوة البيت الحرام في بغداد وكربلاء.
- مكتب العشائر:

تأسس في إسطنبول مكتب العشائر ، وأول من ذهب إليه من العراق الحميدي بن فرحان باشا شيخ شمر، وسليمان بن نصيف الأمير شيخ ربيعة، وعلي السليمان البكر شيخ الدليم، وعجيل بن علي النمرود شيخ زبيد.
- عمر وهبي باشا:

الفريق الركن قائد القوة الإصلاحية، وصل إلى الموصل فبدأ بالاصلاحات التي أرسلته الحكومة لعلاجها مثل إصلاح الجيش، واخضاع العشائر، وجمع الضرائب، فصال صورة جبار على الأهلين وسلمهم أموالهم وقضى على نفسيات عزيزة فأهانها. وكذلك ما قام به من أعمال مع اليزيدية لأجل تهذيبهم، فانفذ إلى زعمائهم يطلبهم، فلبوا الطلب ومعهم اميرهم (ميرزا بك) فعرض الفريق عليهم أن يلعنوا الشيطان فسكتوا، وكرر عليهم ثلاث مرات، وأمر جنوده بضربهم حتى مات منهم ثلاثة، وألقى الجرحى بالمستشفيات ليعالجوا، ومن سلم من الأذى قربهم واكرمهم لعلهم يهتدون.وكانت معه مصادمات مع اليزيدية في الشيخان وسنجار. وقد وصل الخبر إلى الباب العالي فاطلع على هذه المظالم فارسلت لجنة تفتيش بزي جبليين لاستقصاء الأحوال. فوقفوا على صحة الشكاوى، فجاءت الأوامر بعزله، وقال آخرون ان هذا الفريق ذو سمعة طيبة بين أهل الموصل، هو من أمن الطرق وكسر نفوذ بعض ذوي النفوذ، فما ذكر لا يخلوا من مبالغة.
- ماكنة ماء لبغداد:

أوصى الوالي حسن رفيق باشا بنصب ماكنة الماء في دائرة البلدية الثانية مثلما نصبت الماكنة السابقة في البلدية الأولى وكان ذلك سنة 1310ه‍/1892م.
وهناك حوادث أخرى .
والوالي الحاج حسن باشا انتهت ولايته في 6 محرم سنة 1314ه‍/6 حزيران 1896م، ونقلت إلى الشام، وقد خلفه الوالي عطاء الله الكواكبي.